# Municipio de La Democracia (kommun i Departamento de Huehuetenango)
Municipio de La Democracia är en kommun i Guatemala.   Den ligger i departementet Departamento de Huehuetenango, i den västra delen av landet, 180 km nordväst om huvudstaden Guatemala City.